# Е!
Е! (съкращение за Entertainment Television) е американски кабелен канал, който се фокусира основно върху поп културата, риалити предавания и филми със знаменитости. Каналът е собственост на NBCUniversal Television and Streaming, поделение на Ен Би Си Юнивърсъл, дъщерно дружество на Комкаст. 
Към януари 2016 г. E! е достъпна за 92,4 милиона домакинства в Съединените щати.

## История
Е! първоначално стартира на 31 юли 1987 г. под името „Movietime“ (в превод от английски: Време за филми), като излъчва трейлъри на филми, развлекателни новини, отразява събития, награди и интервюта. Каналът е основан от Лари Неймър и Алън Мръвка. Ранните водещи на Movietime включват Грег Киниър, Кейти Вагнер, Джули Моран, и др.
Контролният дял от собствеността първоначално се държи от консорциум от пет доставчици на кабелна телевизия (Комкаст, Континентъл Кейбълвижън, Кокс Кейбъл, Ти Си Ай и Уорнър Кейбъл), HBO/Уорнър Комюникейшънс и различни акционери-основатели, като HBO директно програмира и управлява мрежата. През 1989 г., след като Тайм купува Уорнър Комюникейшънс, новата компания Тайм Уорнър заема четири от осемте основни позиции на собственост. Тя поема контрола върху управлението на Movietime и преименува мрежата на „E!: Entertainment Television“ на 1 юни 1990 г. Промяната на името е направена, за да се подчертае, че се разширява покриването на теми в сферата на развлекателния бизнес – знаменитости, съвременни филми, мода, телевизия и музика, клюки от Холивуд и т.н.
През 1997 г. Комкаст, един от миноритарните акционери, се обединява с Дисни/Ей Би Си Кейбъл Нетуъркс, за да купи канала. Постепенно Комкаст увеличава дяловото си участие в мрежата, а през ноември 2006 г. в сделка за 1,23 милиарда долара придобива и дела от 39,5% на Дисни, с което придобива пълна собственост върху мрежата.